# Lillach
Die Lillach ist der linke Quellbach des Aubaches in der Fränkischen Schweiz.

## Geografie

### Lillachquelle

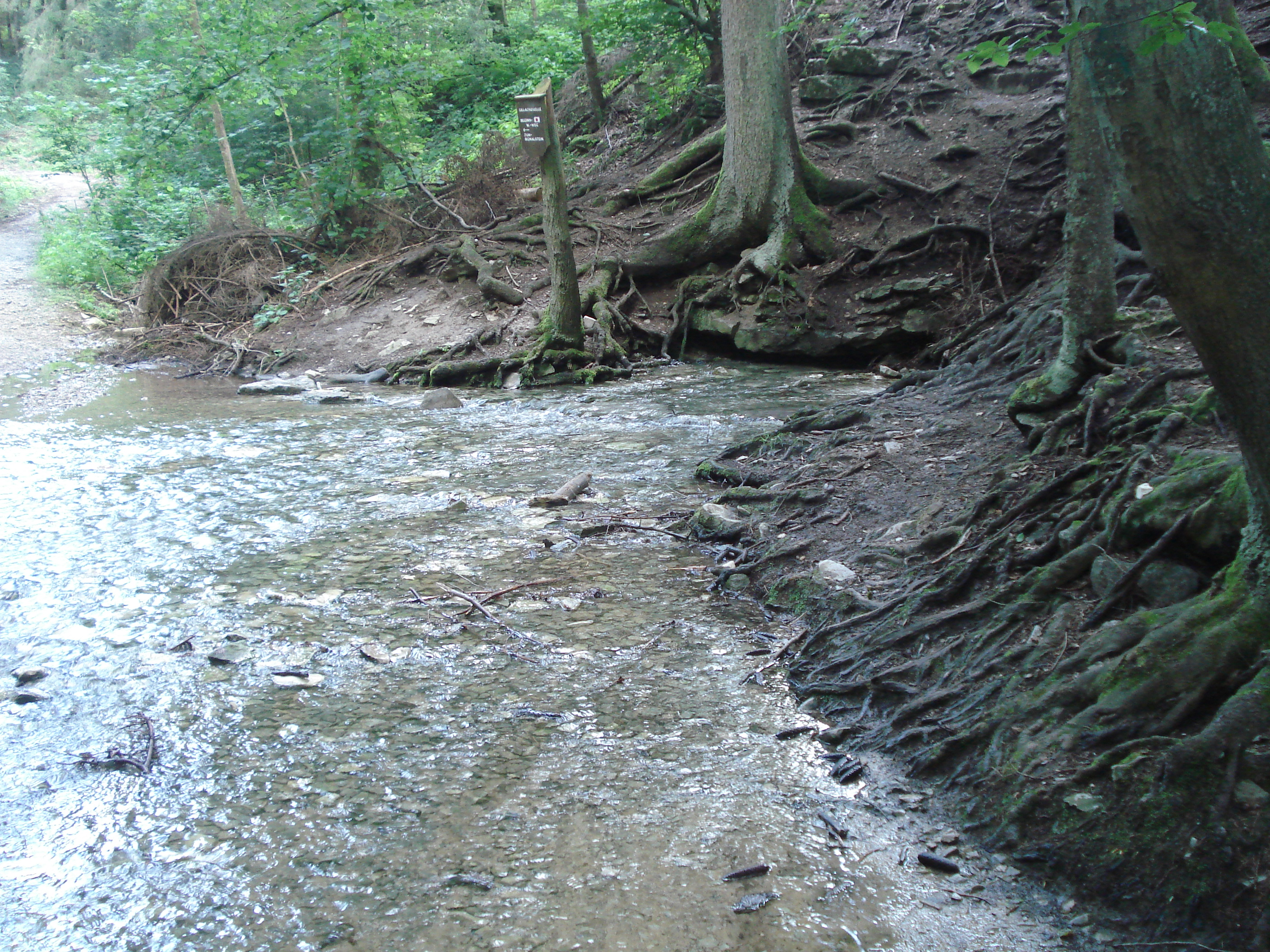
Die Lillachquelle

Die Lillach entspringt östlich von Weißenohe in der Gemarkung Lilling der Gemeinde Gräfenberg und südlich des Dornberges (503 m) einer Karstquelle, die mindestens 24, im Mittel 50 und höchstens 108 l/s schüttet. Das Wasser quillt auf 463 m ü. NN aus einer kleinen Felshöhle im Oberjura der Fränkischen Alb. Einzugsgebiet sind die unmittelbar östlich liegenden Hochflächen.
Die Schichtquelle ist vom Bayerischen Landesamt für Umwelt als Geotop (474Q004) ausgewiesen.
Über die Osterfeiertage wird die Lillachquelle als Osterbrunnen geschmückt.

### Verlauf

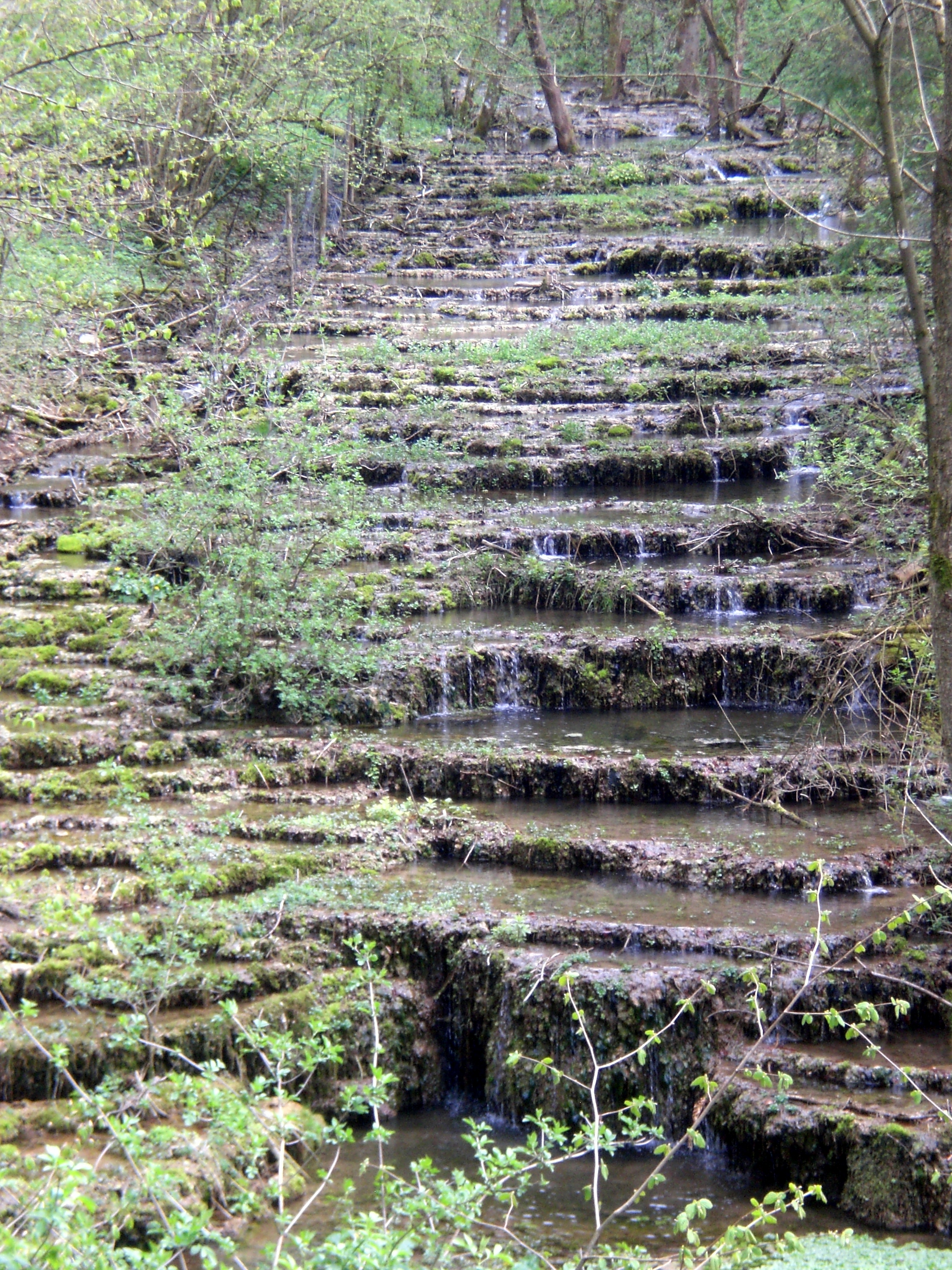
Sinterterrassen

Die Lillach fließt nach ihrer Quelle über Sinterterrassen oder auch Sinterstufen genannte Kalktuffformationen.
Der Bach vereinigt sich nach knapp drei Kilometern Westlauf am Ortsrand von Weißenohe auf einer Höhe von 350 m ü. NHN mit der von Norden kommenden, wenig längeren Kalkach zum nach Südwesten fließenden Aubach.
Der etwa 2,8 km lange Lauf der Lillach endet ungefähr 113 Höhenmeter unterhalb ihrer Quelle. Sie hat somit ein mittleres Sohlgefälle von 41 ‰.

### Orte
- Weißenohe-Dorfhaus
- Weißenohe

## Natur und Umwelt

### Schutzgebiet
Der Quelllauf der Lillach ist ein Teil des Landschaftsschutzgebietes (LSG) Fränkische Schweiz – Veldensteiner Forst im Regierungsbezirk Oberfranken (LSG-Nr. 00556.01., WDPA-Nr. 396107) und des Fauna-Flora-Habitat-Gebiets Lillinger Wald (FFH-Nr. 6333-372, WDPA-Nr. 555521473).
Die Sinter-Terrassen sind vom Bayerischen Landesamt für Umwelt als Geotop 474R084 und Naturdenkmal (ND-03503) ausgewiesen.

### Lebewesen
Das Lillachtal ist ein hochwertiges Biotop. Über 120 Schmetterlingsarten und viele seltene Käfer machen das Tal zu einem wertvollen Naturkleinod. Im Bereich der Kalkquellen und Tuffkaskaden leben viele seltene und bedrohte Tier- und Pflanzenarten, die an die kalte und nährstoffarme Umgebung angepasst sind. So ist das Lillachtal u. a. ein Refugium für den Feuersalamander, die Wasseramsel und die Zweigestreifte Quelljungfer. Auch seltene Pflanzenarten wie das Moschus- oder das Milzkraut gedeihen dort vortrefflich.